# Compsophorus stuckenbergi
Compsophorus stuckenbergi là một loài tò vò trong họ Ichneumonidae.